# Marcelle Pradot
Marcelle Marie Claire Pénicaut dite Marcelle Pradot, née le 27 juillet 1901 à Montmorency (Seine-et-Oise) et morte le 24 juin 1982 à Neuilly-sur-Seine (Hauts-de-Seine), est une actrice française.

## Biographie
Fille de l'actrice Claire Prélia, elle fit l'essentiel de sa carrière au cinéma muet et fut dirigée en majorité par son époux, le réalisateur Marcel L'Herbier.

## Filmographie
- 1919 : Le Bercail de Marcel L'Herbier
- 1920 : Le Carnaval des vérités de Marcel L'Herbier : Clarisse
- 1920 : L'Homme du large de Marcel L'Herbier : Djenna
- 1921 : Prométhée... banquier de Marcel L'Herbier
- 1921 : El Dorado de Marcel L'Herbier : Iliana
- 1922 : Don Juan et Faust de Marcel L'Herbier
- 1924 : L'Inhumaine de Marcel L'Herbier : l'innocente
- 1924 : Le Marchand de plaisirs de Jaque Catelain
- 1926 : Feu Mathias Pascal de Marcel L'Herbier : Romilda Pascal
- 1928 : L'Argent  de Marcel L'Herbier : Aline de Beauvilliers
- 1930 : L'Enfant de l'amour de Marcel L'Herbier : Nellie Rantz